# Siraz
Siraz és una ciutat al sud-oest de l'Iran i és capital de la província de Fars. És a 1.486 m sobre el nivell del mar, al peu de les muntanyes de Zagros, amb una població d'1.227.311 (2006). La part nord de la ciutat té el llit d'un riu sec i al sud hi ha el llac Mihalu. Siraz va ser capital de Pèrsia durant la dinastia Zand, entre 1750 i 1794. Ha patit diversos terratrèmols, entre els quals destaquen els de 1824 i 1853, que van causar molts morts.

## Economia
Siraz és el centre econòmic del sud de l'Iran. Després de la segona meitat del segle xix, la ciutat va ser testimoni d'un desenvolupament econòmic que va canviar l'economia de la ciutat. L'obertura del Canal de Suez el 1869 va permetre la importació massiva de productes manufacturats barats d'Europa, tant directament com passant per l'Índia. Els grangers van començar a cultivar en quantitats sense precedents cascall, tabac i cotó i gran part de la collita per a exportació va passar per Siraz cap al golf Pèrsic. Els mercaders iranians de Fars van desenvolupar xarxes comercials per al transport de totes aquestes mercaderies i van establir cases de comerç a Bombai, Calcuta, Port Said, Istanbul i fins i tot Hong Kong.
La base econòmica de la ciutat prové dels productes agropecuaris de la regió, entre els quals destaca la viticultura, la citricultura, la floricultura, el cultiu d'arròs i cotó. La vitivinicultura ha estat present en la història de la regió, on es produïa el vi sirazí. La indústria s'enfoca a la producció cimentera, sucrera, fusta, metal·lúrgia, de fertilitzants, tèxtil, i destaca la producció de catifes. D'altra banda, a Siraz es concentren el 53% de les inversions en electrònica de tot el país.

## Barris

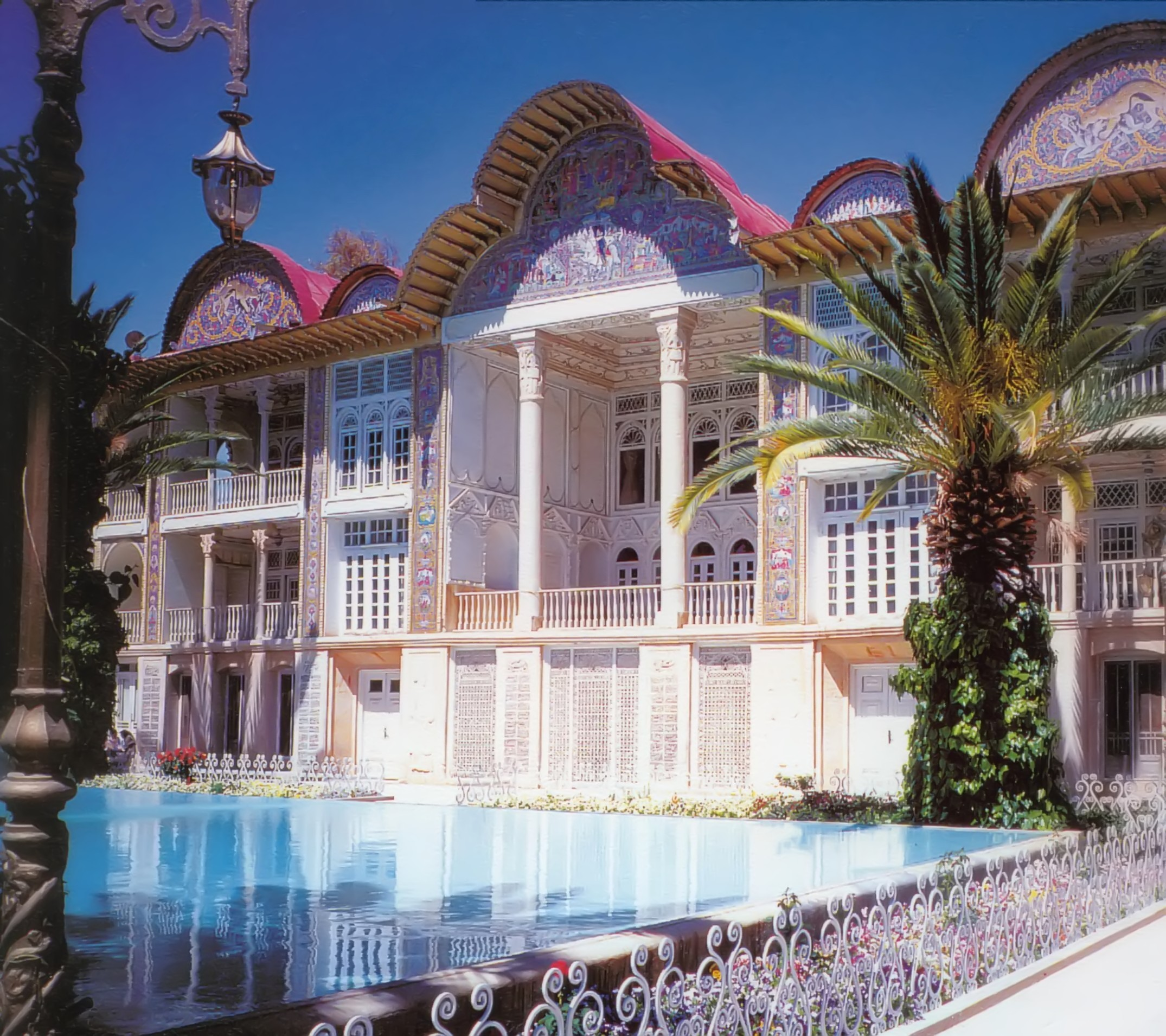
Jardins d'Eram, a Shiraz.

Llista de barris de Siraz:
- Abivardi
- Farhang Shahr
- Ghasrodasht
- Kooye Zahra
- Ma'ali Abad
- Molla Sadra
- Shahcheragh
- Shahrak-e-Golestan
- Shahrak-e-Sadra
- Tachara
- Zerehi
- kolbeh saadi
- Podonak
- Payegah
- Eram
- Bagh-e Nari (Narvan)
- Siahatgar BLVD
- Abiari Ave
- Plaça Artesh (plaça de l'Exèrcit)

## Història
Fundada o refundada pels àrabs el 693, va pertànyer a omeies, abbàssides, buwàyhides, seljúcides, salghúrides, il-kànides, indjúides, muzaffàrides, timúrides, kara koyunlu, ak koyunlu, safàvides, ghalzay, afxàrides (Nàdir-Xah Afxar), zands, qadjars, pahlevis i finalment a la república islàmica de l'Iran.

## Persones il·lustres
- Al-Muàyyad-fi-d-Din aix-Xirazí
- Saadi, un dels principals poetes perses de l'Edat Mitjana
- el Bab Sayyid Alí Muhàmmad